# چندهمسری در افغانستان
چندهمسری در افغانستان طبق قانون امارت اسلامی و جمهوری سابق افغانستان که مبنی بر قوانین اسلامی است چندهمسری قانونی است. این امر می‌تواند به چهار زن برسد. بیشتر به دلیل بچه‌دار نشدن زن اول باعث می‌شود زوج زن دوم نیز اختیار کند. کما اینکه به دلیل ناپسند بودن حضور زنان مطلقه در جامعه افغانستان به عنوان زن دوم دوباره ازدواج می‌کنند. در قانون اسلام باید میان زن‌های یک مرد با عدالت رفتار شود اما گزارش‌ها حاکی بر آن است که این امر رخ نمی‌دهد و ممکن است یک زوجه یا چند زوجه دچار خشونت خانوادگی توسط مرد آنان شوند.